# الب-دانو-کریس
الب-دانو-کریس (به آلمانی: Alb-Donau-Kreis) یک ناحیه در آلمان است که در توبینگن واقع شده‌است.